# ريفرز يونايتد
ريفرز يونايتد هو نادي كرة قدم يقع في بورت هاركورت ويلعب في الدوري النيجيري الممتاز.ملعب الفريق هو ملعب التحرير ويستوعب 30 ألف متفرج. تأسس الفريق في 2016 وذك بعد دمج فريق نادي دولفينز وشاركس.